# Tyrone (Badu)
Tyrone is een single van Erykah Badu. Het is afkomstig van haar album Live uit 1997.
Badu had net al haar debuutalbum afgeleverd Baduizm toen ze op tournee ging. Tyrone kwam niet op haar debuutalbum terecht, maar wel op dat livealbum behorende bij de toer. Het nummer kwam spontaan bij haar op, alhoewel onduidelijk is of het een privésituatie weergeeft. Badu schold "haar vriendje" de huid vol, want die spendeert liever aandacht aan zijn vrienden (waaronder Tyrone), dan dat hij aandacht voor haar heeft. Hij belt steeds met haar telefoon met die vrienden maar is te beroerd om Badu daar enige financiële compensatie voor te geven. Hij mag opdonderen.
De opnamen van het lied werden rechtstreeks op de radio gebracht. Het werd wel veel gedraaid, doch een hit werd het niet. In Nederland bevond het zich wel in die belangstelling. De single sleepte het Live-album naar een hoge plaats in de Album Top 100 (58 weken met hoogste plaats 6)
De bijbehorende videoclip is eveneens van een live-uitvoering.

## Hitnotering

### Nederlandse Top 40
| Positie: | 30 | 24 | 21 | 20 | 26 | 33 | 36 | uit |

### NederlandseSingle Top 100
| Positie: | 95 | 76 | 42 | 29 | 26 | 19 | 19 | 21 | 26 | 32 | 36 | 47 | 57 | 64 | 79 | uit |